# Thomas Duffus Hardy
Thomas Duffus Hardy, född den 22 maj 1804 på Jamaica, död den 15 juni 1878 i London, var en engelsk hävdaforskare och arkivman.
Hardy anställdes 1819 i riksarkivet (Public Record Office), där han 1861 blev vice riksarkivarie (deputy keeper), och adlades 1873. Efter Henry Petries död förordnades han att fortsätta utgivandet av urkundsamlingen "Monumenta historica britannica", till vilket arbete han författade den allmänna inledningen. Han utgav dessutom bland annat Rotuli literarum clausarum in Turri londinensi asservati 1204-27 (1833-44), Rotuli literarum patentium 1201-16, Rotuli Normanniæ 1200-09 och Rotuli de oblatis et finibus (1835), Modus tenendi parliamentum (1846), The life of lord Langdall, late master of the rolls och Registrum palatinum dunelmense 1311-16 (1873- 78) samt en beskrivande katalog över källskrifter till Storbritanniens och Irlands historia till slutet av Henrik VII:s regering (1862-71).